# Böheimkirchen

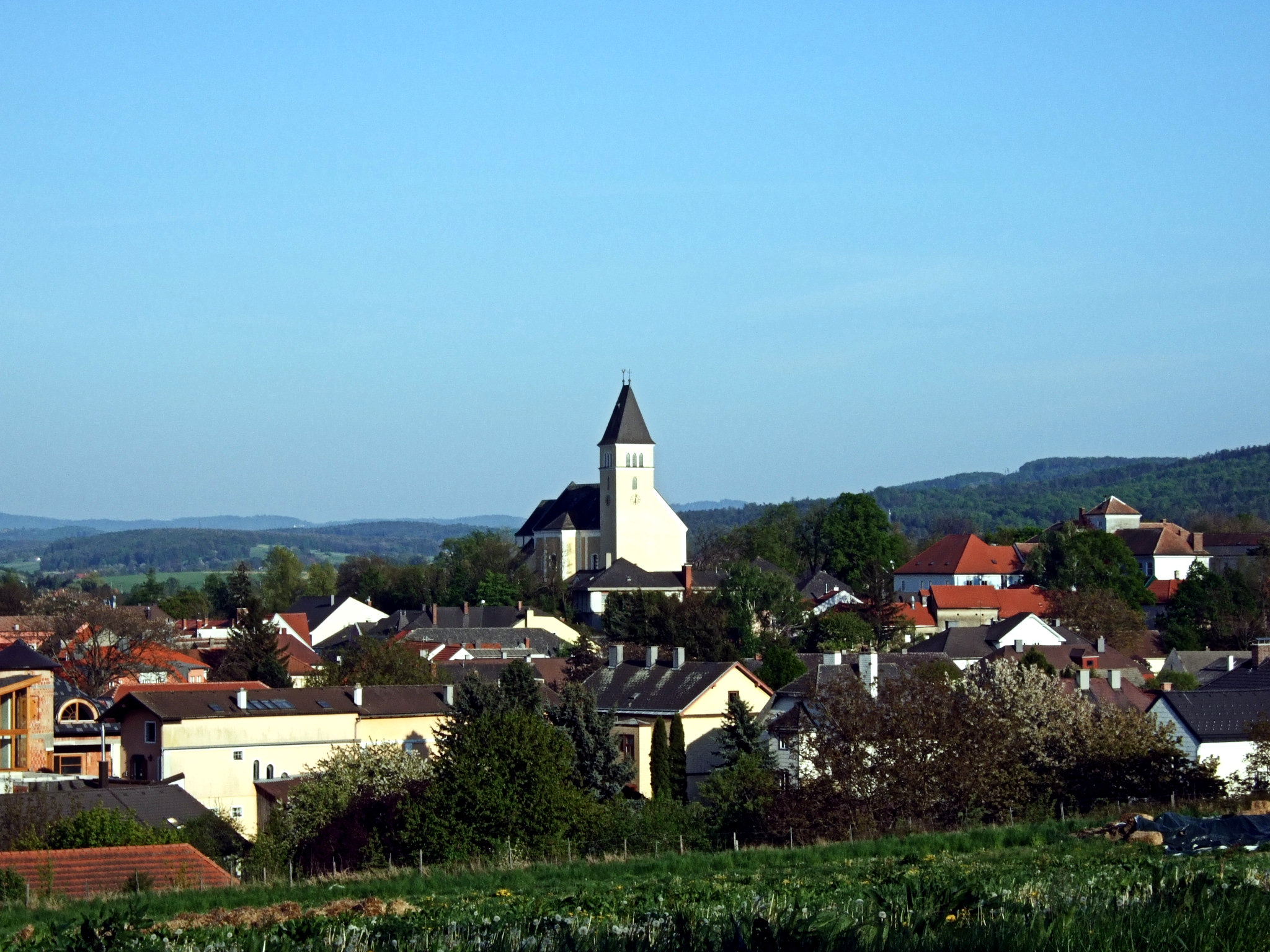
Böheimkirchen

Böheimkirchen là một thị xã thuộc huyện Sankt Pölten-Land trong bang Niederösterreich.